# Indirana tysoni
Indirana tysoni é uma espécie de anfíbio gimnofiono da família Ranixalidae. Está presente na Índia. A UICN classificou-a como deficiente de dados.